# Marian Gładysz
Marian Józef Gładysz (ur. 11 sierpnia 1890 w Krobi, zm. 15 stycznia 1968 w Poznaniu) – polski ekonomista, rolnik, działacz społeczny i samorządowy, polityk, starosta łukowski, potem obornicki i czarnkowski, poseł na Sejm w II RP.

## Życiorys
Ukończył w 1909 roku gimnazjum w Gnieźnie, następnie studiował prawo, ekonomię i rolnictwo na uniwersytetach w Berlinie, Monachium i Lipsku, gdzie w 1914 roku obronił doktorat z nauk ekonomicznych. 
W latach 1914–1918 służył w armii niemieckiej. Od listopada 1918 roku był pierwszym polskim starostą w powiecie łukowskim. Uczestniczył w powstaniu wielkopolskim, w 1919 roku został odwołany przez Naczelną Radę Ludową i powołany na stanowisko starosty obornickiego, potem czarnkowskiego.
Od 1923 roku dzierżawił majątek państwowy, później prowadził własny majątek Brzoza pod Krotoszynem. Był członkiem Rady Głównej oraz wiceprezesem i prezesem oddziału powiatowego Wielkopolskiego Towarzystwa Kółek Rolniczych, przewodniczącym Powiatowego Urzędu Rozjemczego oraz członkiem Rady Gminnej, Sejmiku i Wydziału Powiatowego w Krotoszynie. 
Był również wiceprezesem Rady Powiatowej Bezpartyjnego Bloku Współpracy z Rządem, a od 1937 członkiem prezydium sektora wiejskiego Obozu Zjednoczenia Narodowego.
W wyborach w 1935 roku został wybrany 19 203 głosami z listy państwowej w okręgu nr 97 obejmującym powiaty: ostrowski, kępiński, krotoszyński i jarociński. W IV kadencji należał do Parlamentarnej Grupy Wielkopolskiej, w której był II zastępcą przewodniczącego. Pracował w komisji administracyjno-samorządowej i prawniczej (w sesji 1937–1938). W marcu 1938 roku został wybrany do specjalnej komisji ds. oddłużenia rolnictwa.
Po II wojnie światowej w latach 50. pracował jako główny projektant w Biurze Urządzeń i Melioracji Wodnych w Warszawie. 

## Odznaczenia
- Złoty Krzyż Zasługi (1956)
- Wielkopolski Krzyż Powstańczy (1957)[3]

## Życie prywatne
Był synem Pawła (ziemianina) i Agnieszki z domu Dziedzińskiej. Ożenił się 4 czerwca 1924 roku z Ludwiką Kossobudzką.